# CDGVAL
A CDGVAL a Párizs-Charles de Gaulle repülőtéren (CDG) működő ingyenes vasúti transzferjárat, amely a VAL (franciául véhicule automatique léger, angolul automatic light vehicle) vezető nélküli, gumikerekes személyszállító technológiát használja. Az első vonal, amely a három repülőtéri terminált, a vasútállomásokat és a parkolókat köti össze, 2007. április 4-én nyílt meg. A második vonal, amely a 2. terminált köti össze két szatellit terminállal, 2007. június 27-én nyílt meg.
A két vonalat 2015 óta a Transdev üzemelteti 24 órás rendszerben. A repülőtér évi 60 millió utasa és 85 000 alkalmazottja évente 10 millió utazást generál a CDGVAL-on.